# Los Jameos
Los Jameos este o arie protejată (arie specială de conservare — SAC, sit de importanță comunitară — SCI) din Spania întinsă pe o suprafață de 234,79 ha, integral pe uscat.

## Localizare
Centrul sitului Los Jameos este situat la coordonatele 29°09′06″N 13°25′33″W / 29.1518°N 13.4259°V.

## Înființare
Situl Los Jameos a fost declarat sit de importanță comunitară în octombrie 1999 pentru a proteja 2 specii de animale. Situl a fost protejat și ca arie specială de conservare în ianuarie 2010.

## Biodiversitate
Situată în ecoregiunile  și marină macaroneziană, aria protejată conține 7 habitate naturale: Peșteri marine scufundate complet sau parțial, Tufărișuri termo-mediteraneene și de pre-deșert, Recifuri, Dune mobile de-a lungul țărmului cu Ammophila arenaria („dune albe”), Tufărișuri halofile mediteraneene și termo-atlantice (Sarcocornetea fruticosi), Bancuri de nisip acoperite în permanență slab de apă marină, Faleze cu floră endemică de pe coastele macaroneziene.
La baza desemnării sitului se află mai multe specii protejate:
- mamifere (1): delfin mare (Tursiops truncatus)
- reptile (1): Caretta caretta